# Магдалина Сент-Майклз
Магдалина Сент-Майклз (англ. Magdalene St. Michaels, род. 3 июня 1957, Валлетта) — американская порноактриса.

## Биография
Родилась 3 июня 1957 года на Мальте у родителей-англичан. В раннем возрасте вместе с семьёй переехала в Великобританию, где и провела часть детства и юности между Плимутом и Корнуоллом. Изучив пение, танцы и театральное мастерство, переехала в США, где работала танцовщицей и сыграла небольшие роли в фильмах Turk (1985) и «Приказано уничтожить» (1996).
В порноиндустрию попала случайно. В 2007 году, прогуливаясь по Лас-Вегасу, Магдалину заметил владелец студии Girlfriends Films Дэн О’Коннелл, который был в городе на AVN Expo. После этой встречи Магдалина дебютировала в качестве порноактрисы в возрасте около 50 лет в фильме I Like To Kiss (2007) и затем добилась известности благодаря возрасту и ролям в амплуа «пумы» (Cougar). Четыре раза была номинирована на AVN Awards. В 2010, 2013 и 2014 годах была представлена к награде в категории «MILF/Cougar исполнительница года».
Также получила номинацию на XBIZ Award за лучшую женскую роль в лесбийском фильме за Mother Superior. В 2014 году дебютировала в качестве режиссера с фильмом Stranded.
В качестве актрисы снялась более чем в 160 фильмах, а также сняла ещё 3 фильма как режиссёр.

## Награды и номинации
| Год  | Церемония                  | Результат | Номинация                               | Работа             |
| ---- | -------------------------- | --------- | --------------------------------------- | ------------------ |
| 2009 | AVN Awards                 | Номинация | MILF / Cougar исполнительница года      | н/д                |
| 2010 | AVN Awards                 | Номинация | MILF / Cougar исполнительница года      | н/д                |
| 2013 | AVN Awards                 | Номинация | MILF / Cougar исполнительница года      | н/д                |
| 2013 | Sex Awards                 | Номинация | Самая сексуальная взрослая звезда       | н/д                |
| 2014 | AVN Awards                 | Номинация | MILF / Cougar исполнительница года      | н/д                |
| 2014 | AVN Awards                 | Номинация | Лучшее исполнение без секса             | Against Her Will 2 |
| 2014 | XBIZ Award                 | Номинация | Лучшая лесбийская актриса               | Mother Superior    |
| 2015 | AVN Awards                 | Номинация | Награда поклонников: самая горячая MILF | н/д                |
| 2017 | Transgender Erotica Awards | Номинация | Лучшая актриса                          | н/д                |

## Избранная фильмография
- Against Her Will 2
- Mother Superior